# Gobierno y política de Gambia
La vigente Constitución de Gambia fue aprobada, tras referéndum, el 16 de enero de 1997, después de que un golpe de Estado en 1994 disolviese el Parlamento y derogase la Constitución de 1970. 
Gambia es una república presidencialista no democrática. El presidente de la república es elegido por sufragio universal para un periodo de cinco años. El poder legislativo reside en la Asamblea Nacional compuesta por cuarenta y ocho miembros, de los que 43 son elegidos por sufragio universal, y cinco los elige el presidente de la República.
El poder ejecutivo está dividido entre el Jefe del Estado y el Presidente del Gobierno, nombrado por la Asamblea entre una terna elegida por el presidente de la República.
El poder judicial se articula en torno al Tribunal Supremo que se organiza administrativamente según el modelo francés.
- Datos: Q1154671
- Multimedia: Politics of the Gambia / Q1154671